# Andrena punctifrons
Andrena punctifrons är en biart som beskrevs av Morawitz 1876. Andrena punctifrons ingår i släktet sandbin, och familjen grävbin. Inga underarter finns listade i Catalogue of Life.